# 于振武
于振武（1931年1月—2023年9月29日），辽宁宽甸人。中国人民解放军空军上將。

## 生平
1947年参加中国人民解放军。1949年8月加入中国共产党。曾任广州军区空军副司令员、司令员。1994年10月至1996年11月任空军司令员。中共第十二届、十三届中央候补委员，第九届全国人大常委会委员、全国人大外事委员会委员。1988年9月被授予空军中将军衔，1996年1月晋升空军上将军衔。
1998年3月，第九届全国人大第一次会议上，他当选全国人民代表大会常务委员会委员。
2023年9月29日，因病医治无效，在北京逝世，享年92岁。